# Едм Мариот
Едм Мариот (фр. Edme Mariotte; око 1620 − 12. мај 1684) био је француски физичар и свештеник.
Мариот је најпознатији по Бојл-Мариотовом закону. Наиме, 1676. године, Мариот је утврдио инверзну везу између запремине и притиска код гасова. Године 1660, Мариот је открио слепу мрљу на оку.
Мариот је провео већи део свог живота у Дижону, где је био настојник манастира Сен Мартен су Бон. Био је један од првих чланова Француске академије наука која је основана у Паризу 1666. године. Први том књиге Histoire et memoires de l'Academie (1733) садржи многе оригиналне Мариотове радове о разним физичким темама, као што су кретање флуида, природа боје, тонови трубе, барометар, пад тела, повратно деловање пиштоља, мржњење воде итд.
Његови Физчки есеји (фр. Essais de physique), њих укупно четири, од којих су прва три објављена у Паризу између 1676. и 1679. године, његова су најзначајнија дела и чине, заједно са Traite de la percussion des corps, први том књиге Oeuvres de Mariotte (2 тома, Лајден, 1717). Други од ових есеја (De la nature de l'air) садржи изказ закона да се запремина гаса инверзно мења са притиском. Овај закон, иако му се приписује Мариотово име, открио је 1660. године Роберт Бојл. Четврти есеј је системска обрада природе боје, са описом многих занимљивих експеримената и дискусијама о дуги, ореолима, пархелијама, дифракцији, и о физиолошким феноменима боје. Откриће слепе мрље се спомиње у кратком раду у другом тому његових сабраних дела.